# Всемирный координационный совет российских соотечественников
Всемирный координационный совет российских соотечественников, проживающих за рубежом (ВКСРС) — представительный орган Всемирного конгресса соотечественников.
ВКСРС координирует деятельность международных и страновых объединений соотечественников и обеспечивает в период между всемирными конгрессами соотечественников и всемирными конференциями соотечественников представительство соотечественников в органах государственной власти России.
Заседания ВКСРС проводятся 2-3 раза в год.

## Руководство
Члены ВКСРС из своего состава избирают Бюро ВКСРС (5 человек), включая Председателя ВКСРС.

## Состав
По состоянию на 2018 год в состав совета входили:
- Михаил Дроздов, председатель
- Вера Лядских
- Вера Татарникова
- Виктор Гущин — Директор Балтийского центра исторических и социально-политических исследований, Латвия
- Всеволод Ямпольский
- Дмитрий Лобков
- Евгения Коротун (Аль-Ведьян)
- Елена Клинаева
- Елена Кондратова
- Хашин Игорь Владимирович — руководитель Дома русского языка и культуры в г. Лиссабон, Португалия
- Игорь Егоров
- Ирина Симоньян
- Леонид Литинецкий
- Мария Воробьева
- Павел Бучацкий
- Сергей Проваторов
- Юрий Пьяных
- Епифанцев Станислав Викторович — председатель Православного благотворительного Владимирского общества, Киргизия
- Юрий Яковенко

## Почётный знак
29 октября 2019 года координационным советом был учреждён «Почётный знак Всемирного координационного совета российских соотечественников, проживающих за рубежом» (сокращённо, «Почётный знак ВКС») «в целях поощрения соотечественников, либо их объединений, а также российских, либо иностранных должностных лиц и общественных деятелей во свидетельство признания существенного вклада, внесенного указанными лицами, либо организациями в развитие движения российских соотечественников Зарубежья».. 
В 2020 году почётным знаком были награждены:
- Сергей Викторович Лавров — министр иностранных дел России;
- Татьяна Аркадьевна Жданок — первый русский депутат Европарламента;
- Юрий Ильич Каплун – первый заместитель директора Московского дома соотечественника (Россия);
- Григорий Борисович Карасин – первый заместитель председателя Комитета Совета Федерации по науке, образованию и культуре (Россия);
- Алексей Викторович Лобанов – председатель ВКСРС с 2006 по 2015 гг. (Казахстан);
- Михаил Григорьевич Талалай – историк, литератор, исследователь русского зарубежья (Италия);
- Дмитрий Михайлович Шаховской – общественный деятель, историк (Франция);
- Петр Петрович Шереметев – общественный деятель, меценат (Марокко/Франция).